# Primeira Divisão de Hóquei em Campo Masculino
O Hóquei em campo (Inglês: Field Hockey) é um desporto praticado por duas equipas de 11 jogadores. 
O jogo é disputado em duas partes de 35 minutos, com 10 minutos de intervalo ao meio-tempo. O objetivo do jogo é tentar marcar o maior número de golos possíveis, conduzindo a bola por intermédio de um stick. O jogo foi "criado" pelos ingleses em finais do século XIX (embora a tradição remonte a sua origem à Pérsia de há alguns milênios). 
O Campeonato Nacional de Hóquei em Campo é organizado pela FPH (Federação Portuguesa de Hóquei). O Ramaldense Futebol Clube é o clube com mais títulos conquistados (33).

## Campeões Nacionais de Hóquei em Campo
| Campeonato Português da Primeira Divisão de Hóquei em Campo | Campeonato Português da Primeira Divisão de Hóquei em Campo | Campeonato Português da Primeira Divisão de Hóquei em Campo | Campeonato Português da Primeira Divisão de Hóquei em Campo |
| Época                                                       | Campeão                                                     | Resultados                                                  | Finalista Vencido                                           |
| ----------------------------------------------------------- | ----------------------------------------------------------- | ----------------------------------------------------------- | ----------------------------------------------------------- |
| 2023-24                                                     | AD Lousada                                                  |                                                             | Lisbon Casuals HC                                           |
| 2022-23                                                     | AD Lousada                                                  |                                                             |                                                             |
| 2021-22                                                     | Casa Pia AC                                                 |                                                             |                                                             |
| 2020-21                                                     | AD Lousada                                                  |                                                             |                                                             |
| 2019-20                                                     | Casa Pia AC                                                 |                                                             |                                                             |
| 2018-19                                                     | Casa Pia AC                                                 | 2-0 (1º Jogo: 1–4; 2º Jogo: 4–1)                            | Juventude HC                                                |
| 2017-18                                                     | Casa Pia AC                                                 | 2-1 (1º Jogo: 4–1; 2º Jogo: 0–1 e 3º Jogo: 4–3)             | AD Lousada                                                  |
| 2016-17                                                     | AD Lousada                                                  | 2-1 (1º Jogo: 3–3 (3-0 SO); 2º Jogo: 1–0 e 3º Jogo: 4–1)    | CF União de Lamas                                           |
| 2015-16                                                     | AD Lousada                                                  | 2-1 (1º Jogo: 1–3; 2º Jogo: 4–4 (0-3) e 3º Jogo: 3–0)       | CF União de Lamas                                           |
| 2014-15                                                     | AD Lousada                                                  |                                                             |                                                             |
| 2013-14                                                     | AD Lousada                                                  |                                                             |                                                             |
| 2012-13                                                     | AD Lousada                                                  |                                                             |                                                             |
| 2011-12                                                     | AD Lousada                                                  |                                                             |                                                             |
| 2010-11                                                     | AD Lousada                                                  |                                                             |                                                             |
| 2009-10                                                     | AD Lousada                                                  |                                                             |                                                             |
| 2008-09                                                     | CF União de Lamas                                           |                                                             |                                                             |
| 2007-08                                                     | AD Lousada                                                  |                                                             |                                                             |
| 2006-07                                                     | Ramaldense FC                                               |                                                             |                                                             |
| 2005-06                                                     | CF União de Lamas                                           |                                                             |                                                             |
| 2004-05                                                     | CF União de Lamas                                           |                                                             |                                                             |
| 2003-04                                                     | Ramaldense FC                                               |                                                             |                                                             |
| 2002-03                                                     | Ramaldense FC                                               |                                                             |                                                             |
| 2001-02                                                     | Ramaldense FC                                               |                                                             |                                                             |
| 2000-01                                                     | Ramaldense FC                                               |                                                             |                                                             |
| 1999-00                                                     | GD Viso                                                     |                                                             |                                                             |
| 1998-99                                                     | Ramaldense FC                                               |                                                             |                                                             |
| 1997-98                                                     | GD Viso                                                     |                                                             |                                                             |
| 1996-97                                                     | SC Porto                                                    |                                                             |                                                             |
| 1995-96                                                     | AD Lousada                                                  |                                                             |                                                             |
| 1994-95                                                     | AD Lousada                                                  |                                                             |                                                             |
| 1993-94                                                     | CF União de Lamas                                           |                                                             |                                                             |
| 1992-93                                                     | CF União de Lamas                                           |                                                             |                                                             |
| 1991-92                                                     | GD Viso                                                     |                                                             |                                                             |
| 1990-91                                                     | GD Viso                                                     |                                                             |                                                             |
| 1989-90                                                     | Ramaldense FC                                               |                                                             |                                                             |
| 1988-89                                                     | Ramaldense FC                                               |                                                             |                                                             |
| 1987-88                                                     | Ramaldense FC                                               |                                                             |                                                             |
| 1986-87                                                     | SL Benfica                                                  |                                                             |                                                             |
| 1985-86                                                     | Ramaldense FC                                               |                                                             |                                                             |
| 1984-85                                                     | Ramaldense FC                                               |                                                             |                                                             |
| 1983-84                                                     | Ramaldense FC                                               |                                                             |                                                             |
| 1982-83                                                     | Ramaldense FC                                               |                                                             |                                                             |
| 1981-82                                                     | Ramaldense FC                                               |                                                             |                                                             |
| 1980-81                                                     | Ramaldense FC                                               |                                                             |                                                             |
| 1979-80                                                     | Ramaldense FC                                               |                                                             |                                                             |
| 1978-79                                                     | CF Benfica                                                  |                                                             |                                                             |
| 1977-78                                                     | Ramaldense FC                                               |                                                             |                                                             |
| 1976-77                                                     | Ramaldense FC                                               |                                                             |                                                             |
| 1975-76                                                     | FC Porto                                                    |                                                             |                                                             |
| 1974-75                                                     | Ramaldense FC                                               |                                                             |                                                             |
| 1973-74                                                     | Ramaldense FC                                               |                                                             |                                                             |
| 1972-73                                                     | Ramaldense FC                                               |                                                             |                                                             |
| 1971-72                                                     | Ramaldense FC                                               |                                                             |                                                             |
| 1970-71                                                     | Ramaldense FC                                               |                                                             |                                                             |
| 1969-70                                                     | Ramaldense FC                                               |                                                             |                                                             |
| 1968-69                                                     | FC Porto                                                    |                                                             |                                                             |
| 1967-68                                                     | FC Porto                                                    |                                                             |                                                             |
| 1966-67                                                     | Ramaldense FC                                               |                                                             |                                                             |
| 1964-65                                                     | Ramaldense FC                                               |                                                             |                                                             |
| 1964-65                                                     | Ramaldense FC                                               |                                                             |                                                             |
| 1963-64                                                     | FC Porto                                                    |                                                             |                                                             |
| 1962-63                                                     | Ramaldense FC                                               |                                                             |                                                             |
| 1961-62                                                     | FC Porto                                                    |                                                             |                                                             |
| 1960-61                                                     | Ramaldense FC                                               |                                                             |                                                             |
| 1959-60                                                     | Ramaldense FC                                               |                                                             |                                                             |
| 1958-59                                                     | CF Benfica                                                  |                                                             |                                                             |
| 1957-58                                                     | Ramaldense FC                                               |                                                             |                                                             |
| 1956-57                                                     | Ramaldense FC                                               |                                                             |                                                             |
| 1955-56                                                     | CF Benfica                                                  |                                                             |                                                             |
| 1954-55                                                     | Ramaldense FC                                               |                                                             |                                                             |
| 1953-54                                                     | CF Benfica                                                  |                                                             |                                                             |
| 1952-53                                                     | CF Benfica                                                  |                                                             |                                                             |
| 1951-52                                                     | FC Porto                                                    |                                                             |                                                             |
| 1950-51                                                     | CF Benfica                                                  |                                                             |                                                             |

## Palmarés
| Equipa            | Títulos | Épocas |
| ----------------- | ------- | --- |
| Ramaldense FC     | 33      | 1954/55, 1956/57, 1957/58, 1959/60, 1960/61, 1962/63, 1964/65, 1965/66, 1966/67, 1969/70, 1970/71, 1971/72, 1972/73, 1973/74, 1974/75, 1976/77, 1977/78, 1979/80, 1980/81, 1981/82, 1982/83, 1983/84, 1984/85, 1985/86, 1987/88, 1988/89, 1989/90, 1998/99, 2000/01, 2001/02, 2002/03, 2003/04, 2006/07 |
| AD Lousada        | 14      | 1994/95, 1995/96, 2007/08, 2009/10, 2010/11, 2011/12, 2012/13, 2013/14, 2014/15, 2015/16, 2016/17, 2020/21, 2022/23, 2023/24 |
| CF Benfica        | 6       | 1950/51, 1952/53, 1953/54, 1955/56, 1958/59, 1978/79 |
| FC Porto          | 6       | 1951/52, 1961/62, 1963/64, 1967/68, 1968/69, 1975/76 |
| CF União de Lamas | 5       | 1992/93, 1993/94, 2004/05, 2005/06, 2008/09 |
| GD Viso           | 4       | 1990/91, 1991/92, 1997/98, 1999/2000, |
| Casa Pia AC       | 4       | 2017/18, 2018/19, 2019/20, 2021/22 |
| SC Porto          | 1       | 1996/97 |
| SL Benfica        | 1       | 1986/87 |